# Elisabeth Kopp
Elisabeth Kopp (Zurique, 16 de dezembro de 1936 – 7 de abril de 2023) foi uma política Suíça e a primeira mulher a se eleger para o Conselho Federal da Suíça (1984-1989).
Em outubro de 1984, Kopp, membro do Partido Radical, foi eleita para o Conselho Federal da Suíça, o poder executivo composto por sete ministros. Essa eleição foi considerada um marco para a igualdade das mulheres no país. Treze anos após as mulheres terem conquistado o direito de voto na Suíça, essa foi a primeira vez que uma mulher foi eleita para o governo federal. O governo suíço declarou que essa eleição foi um avanço significativo para a igualdade de gênero.
Seu impacto na política abriu caminho para toda uma geração de mulheres no cenário político.